# Sedasta
Sedasta is een monotypisch geslacht van spinnen uit de  familie van de wielwebspinnen (Araneidae).

## Soort
- Sedasta ferox Simon, 1894